# Рехерсвиль
Рехерсвиль (нем. Recherswil) — коммуна в Швейцарии, в кантоне Золотурн. 
Входит в состав округа Вассерамт. Население составляет 1712 человек (на 31 декабря 2007 года). Официальный код — 2530.